# گلادیاتور شکست‌ناپذیر
گلادیاتور شکست‌ناپذیر (ایتالیایی: Il gladiatore invincibile) یک فیلم درام ایتالیایی-اسپانیایی به کارگردانی آلبرتو د مارتینو و آنتونیو مومپلت است که در سال ۱۹۶۱ منتشر شد. از بازیگران آن می‌توان به ریچارد هریسون، لوییزلا بونی و آنتونیو مولینو روخو اشاره کرد.